# Андрис Нелсонс
Андрис Нелсонс (лет. Andris Nelsons; рођен 18. новембра 1978) је летонски диригент који је тренутно музички директор Бостонског симфонијског оркестра и Лајпцишког Гевандхаус оркестра. Претходно је био музички директор Симфонијског оркестра Бирмингема, главни-диригент Филхармоније Северозападне Немачке и музички директор Летонске националне опере.

## Рани живот
Нелсонс је рођен у Риги. Његова мајка је основала први ансамбл за рану музику у Латвији, а отац му је био хорски диригент, виолончелиста и учитељ. Са пет година, његова мајка и очух (хорски диригент) одвели су га на извођење Вагнеровог Танхојзера, што Нелсонс описује као дубоко формативно искуство: „...имало је хипнотички ефекат на мене. Био сам преплављена музиком. Плакао сам када је Танхојзер умро. И даље мислим да је ово била највећа ствар која се десила у мом детињству.“
Као младић, Нелсонс је учио клавир, а са 12 година почео је да свира трубу Певао је и бас-баритон, са посебним интересовањем за стару музику и музику ансамбла своје мајке. Једно лето је студирао на Међународној летњој школи Дартингтон код Евелин Таб. Свирао је као трубач у оркестру Летонске националне опере.

## Каријера диригента
Нелсонс је студирао дириговање код Александра Титова у Санкт Петербургу у Русији и похађао је у магистарске курсева дириговања код Неме Јарвија, Роберта Карневалеа и Јорме Пануле. Привукао је пажњу Мариса Јансонса када је напречац заменио трубача у Филхармонији Осла током турнеје овог оркестра. Нелсонс сматра Јансонса својим ментором и код њега је студирао дириговање од 2002.
Године 2003. Нелсонс је постао главни диригент Летонске националне опере. Године 2006. Нелсонс је постао главни-диригент Филхармоније Северозападне Немачке из Херфорда, где је остао до краја сезоне 2008/09. Његов први диригентски наступ у Метрополитен опери био је у октобру 2009, у продукцији Турандот. У јулу 2010. Нелсонс је дебитовао на Фестивалу у Бајројту, диригујући новом продукцијом Вагнеровог Лоенгрина на отварању овог фестивала.

### Симфонијски оркестар града Бирмингема
У Великој Британији, Нелсонсов рани рад укључивао је студијске концерте са Би-Би-Си Филхармонијом у Манчестеру, а његов први са њима био је у Бриџвотер холу новембра 2007. У октобру 2007. Симфонијски оркестар града Бирмингема именовао је Нелсонса за свог главног диригента и музичког директора. Именовање је било необично по томе што је Нелсонс водио оркестар само на приватном концерту и на сесији снимања, без јавног концертног ангажмана. Његов први јавни диригентски наступ са овим оркестром био је 11. новембра 2007. на матине концерту, а његов први концертни наступ са њима био је у марту 2008. У октобру 2013. године, Симфонијски оркестар града Бирмингема је објавио завршетак Нелсонсовог мандата на месту музичког директора након завршетка сезоне 2014/15.

### Бостонски симфонијски оркестар
У САД, Нелсонс је имао свој први наступ као гост-диригент са Бостонским симфонијским оркестром (БСО) у марту 2011, као хитна замена за Џејмса Левина у Карнеги холу. Потом је као гост дириговао БСО на музичком Фестивалу у Тенглвуду у јулу 2012, и први пут се појавио са БСО у Сифонијској дворани Бостона, јануара 2013. У мају 2013, БСО је именовао Нелсонса за свог музичког директора у сезони 2014/15. Његов првобитни уговор је био на 5 година и предвиђао је 8 до 10 недеља заказаних наступа у првој години уговора и 12 недеља у наредним годинама.  У октобру 2020., БСО је најавио даље продужење Нелсонсовог уговора као музичког директора до августа 2025. године, уз клаузулу за аутоматско обнављање уговора.

### Гевандхаус оркестар из Лајпцига
Нелсонс је први пут дириговао Оркестром Гевандхаус у Лајпцигу 2011. У септембру 2015, оркестар је објавио именовање Нелсона за свог следећег Капелмајстера, који ће ступити на снагу од сезоне 2017–2018, са почетним уговором од 5 сезона. У октобру 2020. оркестар је најавио најновије продужење његовог уговора до 31. јула 2027.

## Лични живот
Нелсонс је прво био ожењен Летонком, сопраном Кристином Ополаис. Упознали су се током Нелсонсовог мандата у Летонској националној опери, када је Кристина била члан хора Летонске националне опере, да би касније постала соло певачица. Пар се венчао 2011. Њихова ћерка Адријана Ана рођена је 28. децембра 2011. Пар је објавио развод 27. марта 2018. Нелсонс се поново оженио у априлу 2019. за Алис Хајдлер. Нелсонс је дугогодишњи теквондаш; црни појас је стекао у новембру 2022.